# Splendrillia globosa
Splendrillia globosa là một loài ốc biển, là động vật thân mềm chân bụng sống ở biển trong họ Drilliidae.
Chiều rộng của vỏ là 30–90 mm. Chiều cao của vỏ là 30–55 mm.